# Falun
Falun (phát âm tiếng Thụy Điển: [fɑ ː lɵn ː]) là một thành phố và thủ phủ của đô thị Falun và của quận Falun tại tỉnh Dalarna, Thụy Điển, với dân số 36.447 người vào năm 2005. Thành phố Falun cũng là thủ phủ của hạt Dalarna. Falun cùng với Borlänge tạo thành một khu vực đô thị với gần 100.000 dân. 
Falun ban đầu nổi tiếng với những mỏ đồng của nó, và ngày nay là một dịch vụ quan trọng và thành phố công nghiệp mặc dù mỏ đồng đã đóng cửa từ năm 1992.
Thị trấn Falun tồn tại từ thế kỷ 14 như là một nơi giao thương cho các vùng đất xung quanh. Khai thác đồng đã là một hoạt động kinh tế địa phương quan trong kể từ giữa thế kỷ thứ 13, hoặc có thể sớm như 1000, và các tổ chức cho các chiết xuất đồng và vàng từ núi đồng lớn Falun được cho là đơn vị kinh doanh vẫn còn tồn tại lâu đời nhất trên thế giới, đã chứng minh hoạt động kể từ 1347, khi điều lệ được cấp bởi vua Magnus IV của Thụy Điển. Cổ phần đầu tiên trong công ty có từ năm 1288. 
Tuy nhiên, một doanh nghiệp tại thời điểm đó là không có gì nhiều hơn hợp tác giữa các chủ sở hữu, mỗi người đóng góp một phần tiền cho công trình xây dựng, công cụ, vv, cần thiết để chạy các tổ chức. Tùy thuộc vào đóng góp của họ có thể sử dụng các phương tiện và chia sẻ lợi nhuận theo tỷ trọng tương đối, họ đã đóng góp. 
Thành phố Falun nhận được đặc quyền của nó năm 1641. Sau đó Falun là một trong những thành phố lớn nhất ở Thụy Điển, với khoảng 6000 cư dân. Ngay sau đó, tuy nhiên, tầm quan trọng của các mỏ đồng đã bắt đầu giảm. Trong năm 1687, các bộ phận của mỏ bị sụp đổ trong một sạt lở đất, tạo ra một hố sâu 100 m. Mặc dù mỏ vẫn còn sử dụng cho 300 năm tiếp theo, sản xuất dần dần giảm đi, cho đến khi nó đóng cửa vào năm 1992.
Các khu vực khai thác mỏ của núi đồng lớn Falun đã được công bố UNESCO công nhận di sản thế giới, đó cũng là tên của công ty khai thác mỏ của Falun, ngày nay là một phần của Stora Enso. 